# Zalasewo
Zalasewo (prononciation : [zalaˈsɛvɔ]) est un village polonais de la gmina de Swarzędz dans le powiat de Poznań de la voïvodie de Grande-Pologne dans le centre-ouest de la Pologne.
Il se situe à environ 3 kilomètres au sud de Swarzędz (siège de la gmina) et à 12 kilomètres à l'est de Poznań (siège du powiat et capitale régionale).

## Histoire
De 1975 à 1998, le village faisait partie du territoire de la voïvodie de Poznań.

Depuis 1999, Zalasewo est situé dans la voïvodie de Grande-Pologne.
Le village possédait une population de 4 359 habitants en 2017.